# Theo Croker

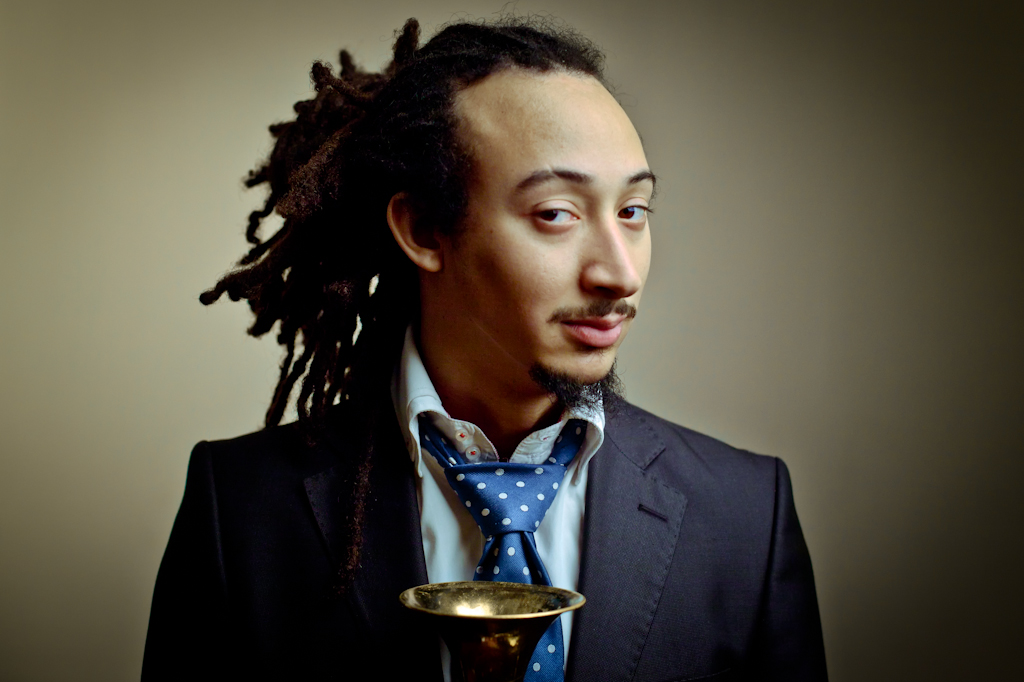
Theo Croker 2010

Theo Croker (* 18. Juli 1985 in Leesburg, Florida) ist ein US-amerikanischer Jazztrompeter und Sänger.

## Leben und Wirken
Croker, ein Enkel von Doc Cheatham, begann inspiriert durch diesen im Alter von elf Jahren Trompete zu spielen. Dann besuchte er die Douglas Anderson School of the Arts in Jacksonville. Von 2003 bis 2007 studierte Croker am Musikkonservatorium des Oberlin College  bei Donald Byrd. Dort graduierte er.
2006 erhielt er ein Stipendium des Presser Music Foundation Award, mit dem er sein Debütalbum, The Fundamentals realisierte. Nach seinem Abschluss in Oberlin weilte Croker als Artist in Residence im House of Blues in Shanghai. Sein 2009 erschienenes Album In the Tradition (mit Tootie Heath und Benny Powell) ist eine Hommage an Cheatham. 2013 gewann Croker die Marcus Belgrave Trumpet Competition; 2014 legte er das von Dee Dee Bridgewater produzierte Album AfroPhysicist vor, gefolgt von Star People Nation (Sony Music, 2019), das eine Grammy-Nominierung in der Kategorie Zeitgenössische Instrumentalmusik erhielt.
Crokers afrofuturistisches Album BLK2LIFE – A Future Past (2021) entstand mit der Unterstützung von Gästen aus Rap und Jazz wie Wyclef Jean, Ari Lennox, Charlotte Dos Santos oder Malaya. Den zweiten Teil dieser musikalischen Aufarbeitung der Herkunft, Gegenwart und Zukunft der Black Music bildete 2022 sein Album Love Quantum mit Gästen wie Jill Scott, Kassa Overall, Gary Bartz und Chris Dave. Auf den Spuren von Miles Davis wandelte er auf dem Album Jazz at Berlin Philharmonic XII: Sketches of Miles, an dem neben seinem Quartett auch Mitglieder der Berliner Philharmoniker unter Leitung von Magnus Lindgren beteiligt waren. Er ist als Gastmusiker auch auf Nils Wülkers Album Go, Kassa Overalls Animals und Petite Noirs MotherFather zu hören.
Im Juni 2025 veröffentlichte er auf dem Label Dom Recs das Album Dream Manifest.